# 詹姆斯·麦迪逊
小詹姆士·麥迪遜（英語：James Madison Jr.，1751年3月16日—1836年6月28日），美国政治人物、開國元勛、第四任總統 （1809年－1817年）。因在起草和力薦《美國憲法》和《權利法案》中的關鍵作用，而被譽為「憲法之父」。
1751年，麥迪遜出生於弗吉尼亞州富裕的種植園家庭，於美國獨立戰爭期間任大陸會議和維吉尼亞下議院成員。在1780年代末期，他協助組織制憲會議，制定新憲法來替換失靈的邦聯條例。會後，麥迪遜成為修憲運動的領袖之一。他與約翰·傑伊及亞歷山大·漢密爾頓共同編寫《聯邦黨人文集》，力挺憲法。
1788年憲法通過之後，麥迪遜選入眾議院。期間，他成為喬治·華盛頓總統親密的顧問，是第一屆國會最突出的成員之一，協助通過法案，建立新政府。因起草前十條憲法修正案，麥迪遜也被譽為“權利法案之父”。雖然新憲法建立了強有力的聯邦政府，但在華盛頓任期內，麥迪遜反對財務部長亞歷山大·漢密爾頓主張的中央集權。為了反對漢密爾頓，托馬斯·傑佛遜和麥迪遜成立了民主共和黨，與漢密爾頓的聯邦黨抗衡，成為國家第一對主要政黨。在傑佛遜1800年勝選後，麥迪遜被任命為國務卿（1801-1809年）。在任內，麥迪遜主持購買路易斯安那，將國土面積翻倍。
麥迪遜在1808年勝選接任，並於1812年連任。因外交抗爭和貿易禁運失敗，美國與英國卷入1812年戰爭。由於美國軍力財力不強，戰爭打得一塌糊塗。麥迪遜不得不違心支持強大的國家政府和軍隊，以及國家銀行。史學家常視麥迪遜為優秀總統。

## 早年與教育

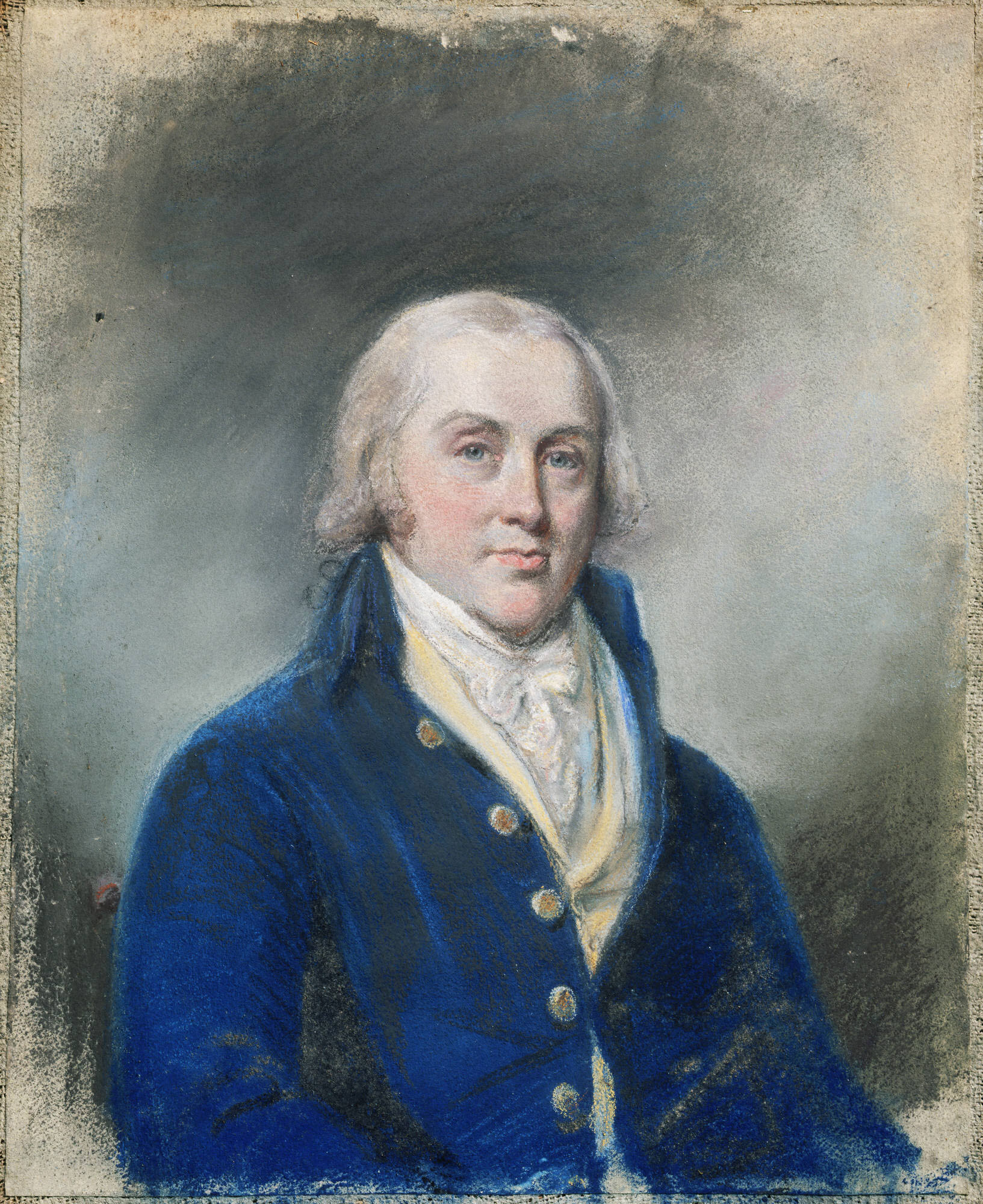
普林斯頓大學生麥迪遜，詹姆斯·沙博思繪

1751年3月16日（儒略曆1751年3月5日），小詹姆斯·麥迪遜在靠近弗吉尼亞康維港的貝爾格魯夫種植園誕生，是老詹姆斯·麥迪遜和內麗·康維·麥迪遜十二個孩子中的長子。他7位弟弟和4位妹妹中只有6人成年。父親生於煙草種植園愉悅山莊，成年後繼承產業。日後，他變得更加富有，購買奴隸，占地5,000英畝（2,000公頃），成為皮德蒙特大地主之首。母親生於康維港，是大煙草商、大種植園主的女兒。1760年代初，麥迪遜家人搬入新居，名為蒙彼利埃。
蘇格蘭先生唐納德·羅伯遜在南方種植園數個家庭做家教，麥迪遜11-16歲時師從與他。麥迪遜學到了數學、地理、現代和經典語文、精通拉丁文。
16歲時，麥迪遜回到蒙彼利埃，在托馬斯·馬丁牧師那裏備考大學。與當時大多數弗吉尼亞學子不同，麥迪遜沒有進入威廉與瑪麗學院，威廉斯堡地勢低窪，容易傳染疾病，影響健康。1769年，麥迪遜進入新澤西大學（現普林斯頓大學），與室友、詩人菲利普·弗倫諾成為摯交。
在普林斯頓大學，麥迪遜的課程有拉丁語、希臘語、科學、地理、數學、修辭學和哲學，著重於演講和辯論。麥迪遜協助成立美國輝格會，與同學阿龍·伯爾的克裏歐索菲克會競爭。苦讀可能影響了他的健康。1771年，麥迪遜畢業，留在普林斯頓大學校長約翰·威瑟斯彭那裏研究希伯來和政治哲學。1772年初，麥迪遜回到蒙彼利埃家中，對未來依然迷茫。威瑟斯彭深深影響了麥迪遜他的哲學和道義觀，將他帶入啟蒙時代的哲學、價值和思維世界。傳記作家特倫斯·鮑爾稱在普林斯頓：
他沈浸於啟蒙運動的自由主義，轉信十八世紀的政治激進主義。由此，詹姆斯·麥迪遜的理論進步為促進人類幸福權利，他大多數活動致力於民權和政治自由的努力。

## 服役與早期政治事業
在1770年代初，美洲殖民地和英國的關係因稅收而惡化，導致獨立戰爭於1775年爆發。在1774年，麥迪遜參與當地安全委員會，該組織支持革命，召集民兵。這是他家庭財富支持下所做的第一份公務。1775年10月，他成為奧林治縣民兵上校，輔佐父親，爾後被選入弗吉尼亞第五大會，大會制定了弗吉尼亞第壹部憲法。由於瘦弱多病，麥迪遜沒有親自作戰，但因領導戰爭而在政治上出頭。

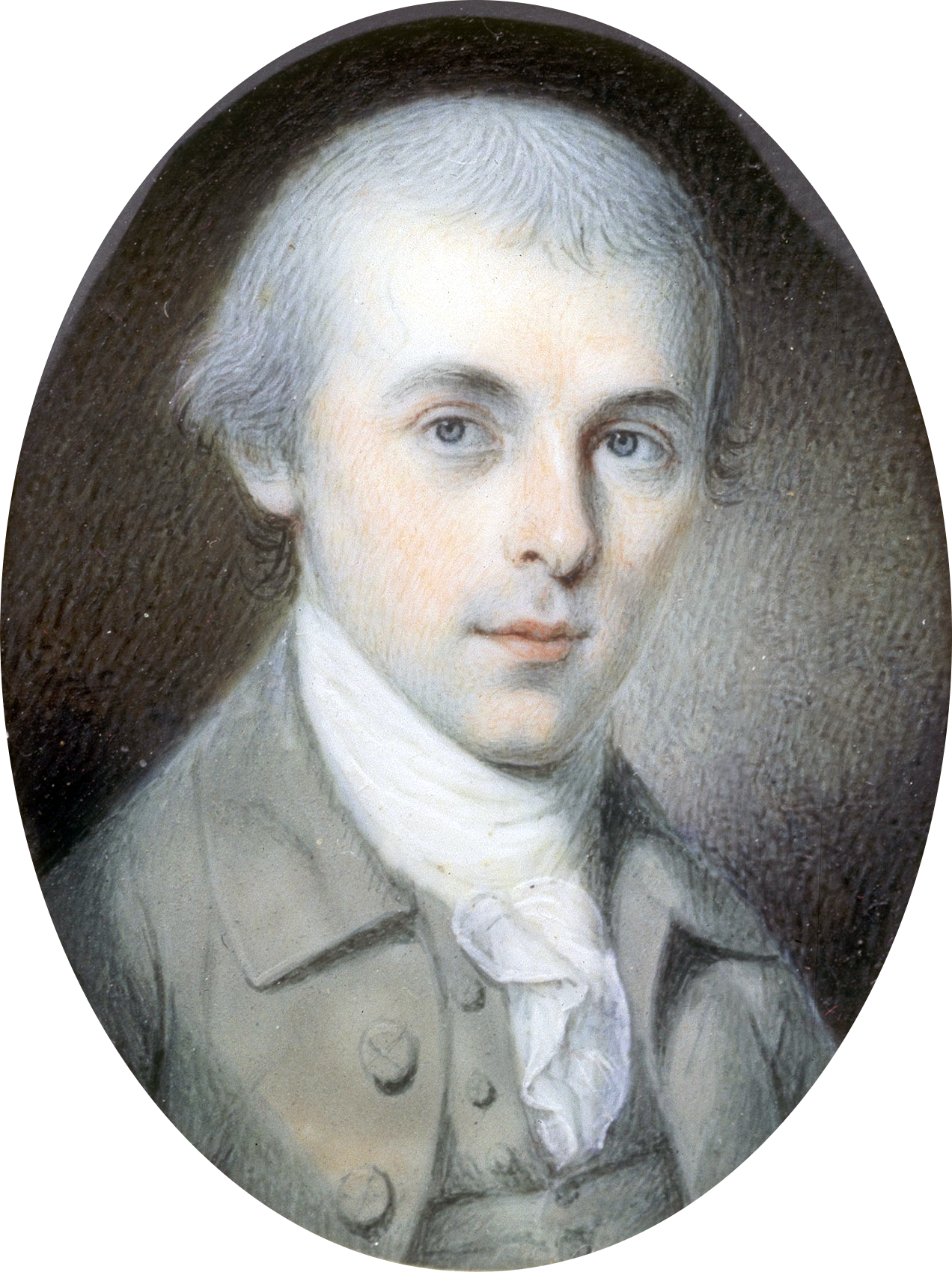
國會議員麥迪遜，32歲，查爾斯·威爾森·皮爾繪

在弗吉尼亞制憲會議上，麥迪遜支持弗吉尼亞權利法案，並呼籲保護宗教自由。早年時，他目睹該州聖公會因浸信會牧師無證講道而大加迫害。他與浸信會牧師以利亞·克萊格一道支持弗吉尼亞憲法的宗教自由。制憲後，麥迪遜成為州下議院成員1777年4月，麥迪遜連任失敗，但下議院年末將他選入州長咨詢委員會。在此，他成為州長托馬斯·傑佛遜（1779-1781年）的摯友。
麥迪遜在1777-1779年服務州咨詢委員會，爾後選入邦聯議會。國家在對英作戰中處於困難，通貨膨脹惡劣，財政困難，各級政府缺乏協調。麥迪遜成為財務問題專家，在法務上馬不停蹄，努力撮合會議關系。受困於各州缺乏補給，麥迪遜向議會提議對外征收關稅。麥迪遜、喬治·華盛頓將軍、亞歷山大·漢密爾頓議員和其他要員支持為初生國家修訂《邦聯條例》。但是，他們向議會提出征稅沒有得到所有13州的批准。在1780-1783年服務議會後，麥迪遜於1784年選入弗吉尼亞下議院。
麥迪遜在1784-1786年間服務弗吉尼亞下議院，與傑佛遜和他的弟子、議員詹姆斯·門羅合作。在此期間，麥迪遜努力學習法律和政治理論，傑佛遜從法國拿來啟蒙運動文章給他看，麥迪遜深受影響。看到民主激進擴張時，麥迪遜感到苦惱。他批評議員只為選民的短視著想，不顧國家大局利益。具體來說，法律拒絕外國大使外交豁免權、將紙鈔合法化，這都讓麥迪遜頗為煩惱。他認為議員應該“無私”，為大局利益著想，即便這樣會得罪選民。麥迪遜認為“過度民主”導致大幅度社會退化，他和其他人（包括華盛頓）在戰後持這樣觀點，謝司起義就是例子。他繼續支持宗教自由，並與傑佛遜一道編訂弗吉尼亞宗教自由條例，保證宗教自由，對聖公會施行政教分離，條例於1786年通過。

## 憲法之父

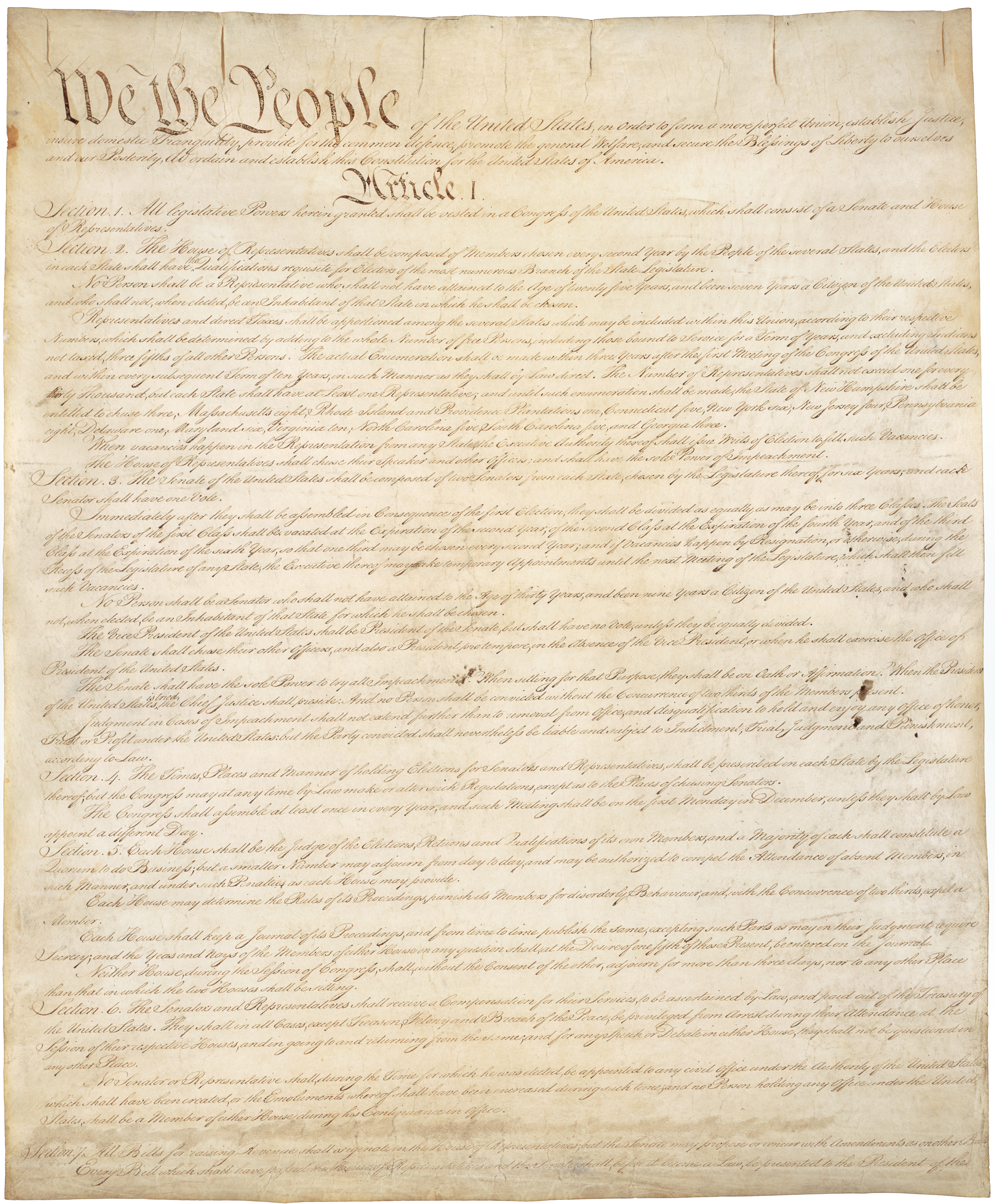
美國憲法原稿第一頁

在整個1780年代，麥迪遜倡議修改邦聯條例。在1783年獨立戰爭結束後，他越來越擔心各州不團結，中央政府軟弱。麥迪遜寫道：“危機來臨了，看美國實驗是對世界的祝福，還是要辜負所有共和希望。”他特別擔心國會無力主導外交事務，威脅美國貿易以及在阿巴拉契亞山脈和密西西比河地帶居住擴張。
麥迪遜協助組織1785年弗農山莊會議，協調波托馬克河導航權，成為未來州際會議榜樣。在1786年安納波利斯會議後，他支持再度召集會議，修訂邦聯條例。麥迪遜在連任議員後，說服其他議員批准費城會議修憲。但麥迪遜認為失靈的邦聯條例得用新憲法替換，隨即準備提議。喬治·華盛頓受舉國愛戴，羅伯特·莫裏斯在關鍵的賓夕法尼亞州很有影響力，麥迪遜首先確保倆人會大力支持他的新憲法。
費城會議法定人數聚集完成，36歲的麥迪遜寫出弗吉尼亞方案，提供新憲法藍圖。麥迪遜與弗吉尼亞同事，特別是埃德蒙·倫道夫和喬治·梅森一道將方案遞交大會。方案提出政府三權分立（立法、行政和司法），根據人口比例選舉的國會兩院，一個修正委員會。修正委員會由行政和司法部門成員組成，能夠否決議會通過的法律。方案體現了麥迪遜的中央集權理念，參議院能夠否決州政府法律。当得知會議要廢止邦聯條例，編訂新憲法，由各州特別大會而非議會批准，许多代表對此深感驚愕。不過，華盛頓和本傑明·富蘭克林等要员表示贊同，代表們便進入秘密分會商榷。
在會議上，麥迪遜發言兩百多次，同事對他予以高度評價。威廉·皮爾斯寫道：“... 似乎所有人都佩服他。在處理所有重要問題上，他無疑領導會議 ... 在辯論的方方面面上他總是有備而來。”麥迪遜對會議作了隨筆記錄，成為唯一的完整歷史記錄。歷史學家克林頓·羅斯托稱麥迪遜的表現：“集才華、經驗、決心和想象之大成，連亞當斯和傑佛遜都不能披靡。”
雖然弗吉尼亞方案只是草擬，在辯論過程大幅度修改，但這使得麥迪遜被譽為“憲法之父”。麥迪遜希望南方諸州聯合及人口眾多的北方大州能夠通過類似弗吉尼亞方案的憲法。然而，小州代表們成功提出對立的新澤西方案方案，為各州政府的強大辯護。對此，羅傑·謝爾曼提出康涅狄格妥協方案，平衡大小州權益。在會議過程中，修正委員會被廢，參議院各州平等列席，各州議會而非眾議院選舉參議員。麥迪遜不相信州議會，勸說各代表用特別大會批准憲法。他也確保美國總統有能力否決聯邦法律，繞開國會由選舉人團產生。會後，麥迪遜覺得聯邦政府太弱，但相比邦聯條例是個進步。
伍德註意到，大會終極問題不是設計政府，而是主權是否仍然歸屬地方，是上交中央，還是處於兩者之間。費城會議大多數代表希望通過強化聯邦政府來收稅、保護財產權。贊同麥迪遜的認為州議會民主泛濫，不足以“公正無私”，希望主權能夠轉移到中央。另一些人則認為這不是要點，只是想修正邦聯條例。雖然許多代表贊同麥迪遜加強中央政府的主張，但他們大力反對弗吉尼亞方案極端。麥迪遜雖然在修正弗吉尼亞方案上一敗塗地，但辯論過程中他將純粹州立主權轉移開來。由於憲法內涵的大多數矛盾最終是平衡地方與中央主權問題，麥迪遜的影響十分關鍵。伍德註意到麥迪遜最終貢獻不是設計某一憲法框架，而是在辯論上達成妥協，讓中央和地方政府“分享主權”。

## 《聯邦黨人文集》和批准辯論
1787年9月，費城會議閉幕，美國憲法遞交到各州等待批准。各州應邀舉行特別會議來商榷是否批准憲法。麥迪遜回到紐約，參加邦聯會議。他說服議員讓各州就費城會議憲法投票，並在辯論中保持中立。在紐約時，亞歷山大·漢密爾頓找麥迪遜幫助寫《聯邦黨人文集》，該文集在紐約報刊上連載85刊，解釋並力挺憲法。在筆名Publius下，漢密爾頓、麥迪遜和約翰·傑伊在6個月內寫了85篇文章，其中麥迪遜寫了29篇。文章也以書本形式出版，是會上所有贊成憲法的辯手的必備手冊。歷史學家克林頓·羅斯特稱《聯邦黨人文集》是“政治科學中最重要的作品，或者說在美國是空前絕後的。”麥迪遜對文集首篇貢獻是第十章，因倡導代議民主制而在二十世紀頗受重視。
倫道夫、梅森等人是弗吉尼亞著名的反聯邦主義者，與修憲高唱反調，麥迪遜確保自己的作品送到他們手中。共識認為如果當時人口最多的弗吉尼亞沒有批准憲法，那麽新的國家政府不大會成功。 1788年6月2日，當弗吉尼亞修憲大會召開時，憲法還沒有得到所需9個州的批准。紐約州是當時第二大州，持死硬反聯邦主義，若弗吉尼亞不批，紐約州也不批，華盛頓也當不成總統。帕特裏克·亨利可以說是最著名的反聯邦主義者，最強演說家，是與會代表，支持率僅次於華盛頓。最初，麥迪遜不想參與弗吉尼亞修憲會議選舉，但因反聯邦主義勢力強大，不得不投身其中。會議伊始，麥迪遜明白大多數人主意已定，便尋找那些搖擺不定的少數人，致力爭取他們支持。
雖然亨利是當時最強大最戲劇的演說家，麥迪遜精通專業，能夠理智沈著應對亨利的煽情。麥迪遜說服倫道夫等要員改變立場，在修憲上予以支持。倫道夫的改變很可能帶動更多反聯邦主義者跟從。1788年6月25日，大會投票89–79通過憲法，成為第十個批准憲法的州。紐約州在後一個月批准，華盛頓在首次總統選舉獲勝。

## 國會成員

### 入選國會和輔佐華盛頓
在弗吉尼亞批准憲法後，麥迪遜回到紐約繼續履行邦聯議會職責。在華盛頓邀請下，麥迪遜競選參議員，但被帕特裏克·亨利阻攔，麥迪遜隨即轉求眾議院。但亨利咄咄逼人，弗吉尼亞議會亂改選區不給麥迪遜席位，亨利找到詹姆斯·門羅作為麥迪遜對頭。門羅難以對付，麥迪遜不得不支持一系列憲法修正案來保護個人自由。麥迪遜妥協成功，以57%得票入選國會。
在任初期，華盛頓總統認為麥迪遜最理解憲法，成為主要顧問。麥迪遜幫助華盛頓撰寫第一篇就職演說，並準備眾議院官方回應。他為第一屆國會設立法律議程，協助建立前三個內閣。他也協助托馬斯·傑佛遜就任國務卿。

### 權利法案
雖然各州不反對權利法案，但一些州差點沒通過憲法。在整個批准過程中，麥迪遜反對權利法案，但在競選國會時他表示支持。在第一屆國會上，他主持修訂一系列法案，成為美國權利法案。麥迪遜擔心如果國會不通過權利法案，一些州會召集新的制憲會議。他也認為憲法無法使得國家政府免於民主泛濫和地方狹隘主義，認為修憲能夠緩和這些矛盾。1789年6月8日，麥迪遜遞交法案，含9章，多至20條修正案。眾議院通過大多數條款，但拒絕將其納入憲法主體，而是將17條分開附加，並送入參議院審議。
參議院繼續修改，自己做出26項更正，將數量縮減為12條。麥迪遜希望法案對州和聯邦政府都有效，但受到限制，不得不妥協。兩院委員會修訂兩版方案之間的差別。1789年9月24日，委員會做出最終報告，將12條修正案送入兩院審議。1789年9月25日，最終版本得到國會通過。在這12條修正案中，第3-12條於1791年12月15日通過，附加在憲法上，列為憲法修正案第1-10條，即權利法案。遞交的第2條於1992年通過，成為第27條修正案，而第2條技術上仍然在等待批准。由於權利法案不能對州政府行為進行保護，麥迪遜頗感失望，但法案通過緩和了對憲法的批評，為麥迪遜在弗吉尼亞贏得了支持。
在遞交權利法案時，麥迪遜考慮過州修憲會上遞交的200多條修正案。他的大多數修正案的靈感來自於此，但自己的貢獻在於確保新聞自由，保護財產免於政府侵犯，以及陪審團審案。最初，他在法案中寫道只要案件超過20美金，就有權確保陪審團審案。該提議沒有被通過，但聯邦級別的陪審團審案得到確保，成為第7條修正案。

### 成立民主共和黨

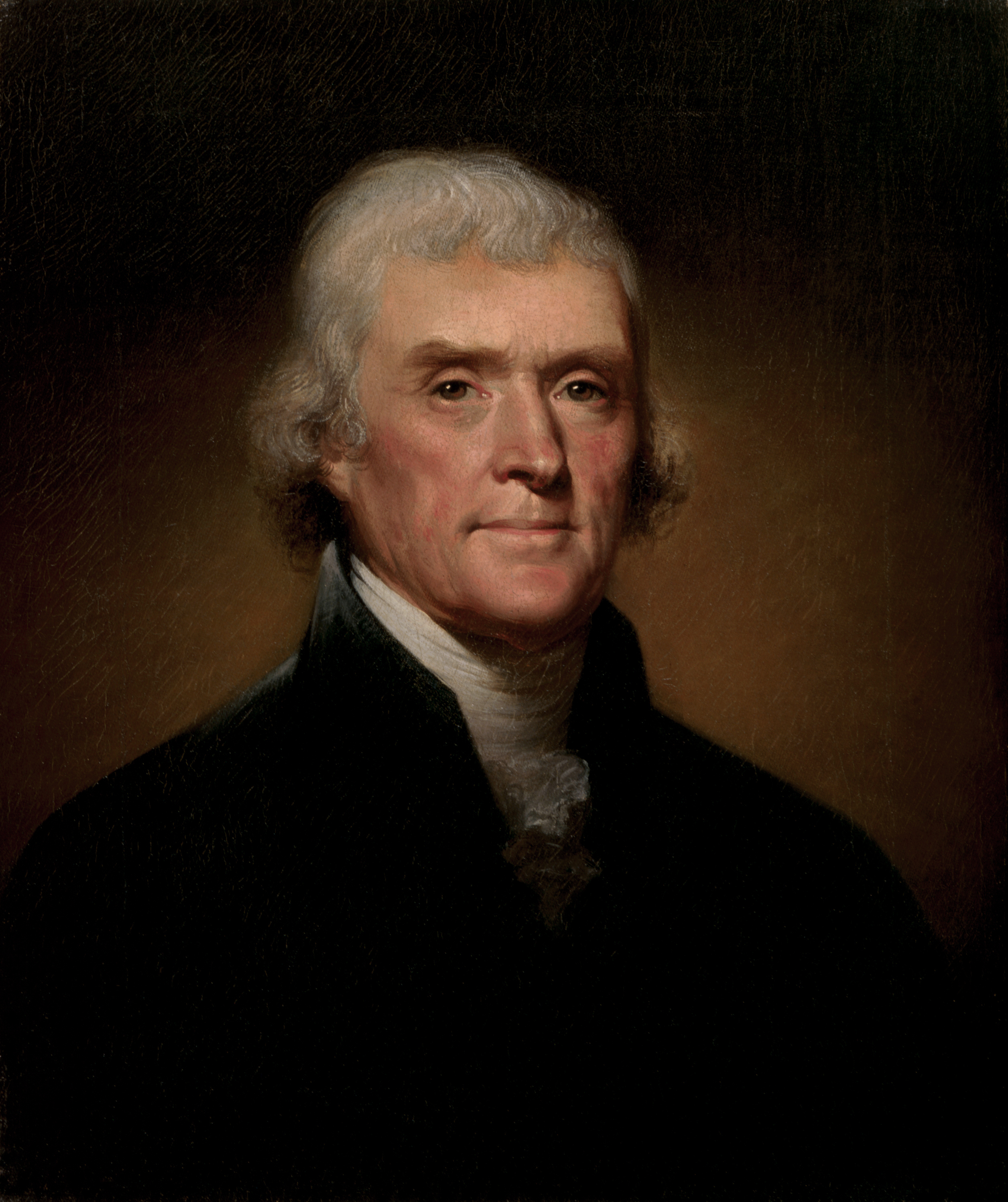
與托馬斯·傑佛遜一道成立民主共和黨

1790年代，華盛頓政府形成兩大對立派系。一個以傑佛遜和麥迪遜為首，代表南方利益，希望與法國結盟，向西擴張。另一個以財務部長亞歷山大·漢密爾頓為首，代表北方金融利益，希望與英國交好。1790年，漢密爾頓提出雄心勃勃的經濟計劃，呼籲聯邦政府承擔州債，通過發行債券來融資。漢密爾頓的計劃傾向於北方投資方，弗吉尼亞已經付清債務，對此不利，麥迪遜大力反對。在長期立法僵局後，麥迪遜、傑佛遜和漢密爾頓同意了1790年妥協方案，使得漢密爾頓可以通過1790年融資法行動。對此，國會通過了選址法，將聯邦政府建都在波托馬克河畔華盛頓特區。1791年，漢密爾頓提議建立國家銀行，對危機行業提供貸款，監督貨幣供應。麥迪遜表示反對，稱此沒有憲法依據。國會通過法案，准許設立第一個國家銀行，華盛頓考慮否決，但還是於1791年2月簽字。漢密爾頓經濟計劃大多通過，麥迪遜擔心北方金融利益膨脹，壟斷新生共和國。麥迪遜在華盛頓政府影響力式微，華盛頓轉向傑佛遜和麥迪遜咨詢。
1793年，英法開戰（法国大革命时期），美國被夾在中間。1778年與法國的盟約依然有效，但國家大多數貿易是對英的。雖然革命變得日益血腥，麥迪遜和傑佛遜看好法國大革命，但華盛頓宣布美國中立。1794年，英國擒獲一些與法國往來的美國商船，使得戰爭陰雲逼近。麥迪遜認為美國比英國強，雖然有戰爭風險，但與英國打貿易戰能夠成功，使得美國挺胸擡頭。他稱，英國：“與我們在商業上拷在一起，差點扼殺我們的獨立。”據瓦格稱，麥迪遜輕視強大的英軍，“她的利益可以受到致命打擊，我們則是無敵的。”麥迪遜注意到沒有美國食物補給，英國西印度群島無法自立，但沒有英國產品，美國很好過。他總結道：“我們的商務有能力在很短時間內自給自足。”華盛頓避免戰爭，而是通過1794年傑伊協定保證對英貿易。麥迪遜反對協定失敗，言辭尖刻，導致與華盛頓永久決裂，倆人長期友誼就此告終。
國家最初的兩個主要政黨因辯論傑伊協定日漸分化。反對華盛頓政府政策的，包括許多前反聯邦主義者，冠名“共和黨人”，合倂民主共和黨。支持政府政策的冠名“聯邦黨人”，在漢密爾頓的領導下組成聯邦黨。1793年，當傑佛遜離職時，麥迪遜成為民主共和黨的實際領袖。1796年總統大選降至，麥迪遜說服傑佛遜競選。麥迪遜也為傑佛遜競選做鋪墊，在各州爭取支持，希望能確保傑佛遜勝利。儘管麥迪遜出力不少，聯邦黨人約翰·亞當斯以微弱優勢勝出，在選票上擊敗傑佛遜。麥迪遜沒有尋求連任，於1797年離開國會，回到蒙彼利埃。
雖然不在任，麥迪遜依然是出眾的民主共和黨領袖，反對亞當斯政府。1798年，美國和法國爆發非正式衝突，在加勒比海上海軍和商船打成一團。聯邦黨人建立常備軍，通過《客籍法和鎮壓叛亂法》，針對參與美國政治的法國難民和共和黨編輯。作為回應，麥迪遜和傑佛遜秘密撰寫《肯塔基及弗吉尼亞決議案》，認為對方法案違憲，稱：“州在爭辯惡法時，應‘反對邪惡蔓延。’”因呼籲州政府否決聯邦法律，決議不受歡迎，連黨內自己都看不過去。傑佛遜進一步稱如果各州願意，可以退出聯邦，但麥迪遜勸說他收回極端言論。傑佛遜於1800年再度競選總統，麥迪遜再次任大選主管。選舉結果不相上下，最終眾議院給出決定，傑佛遜勉強勝出。

## 婚姻與家庭

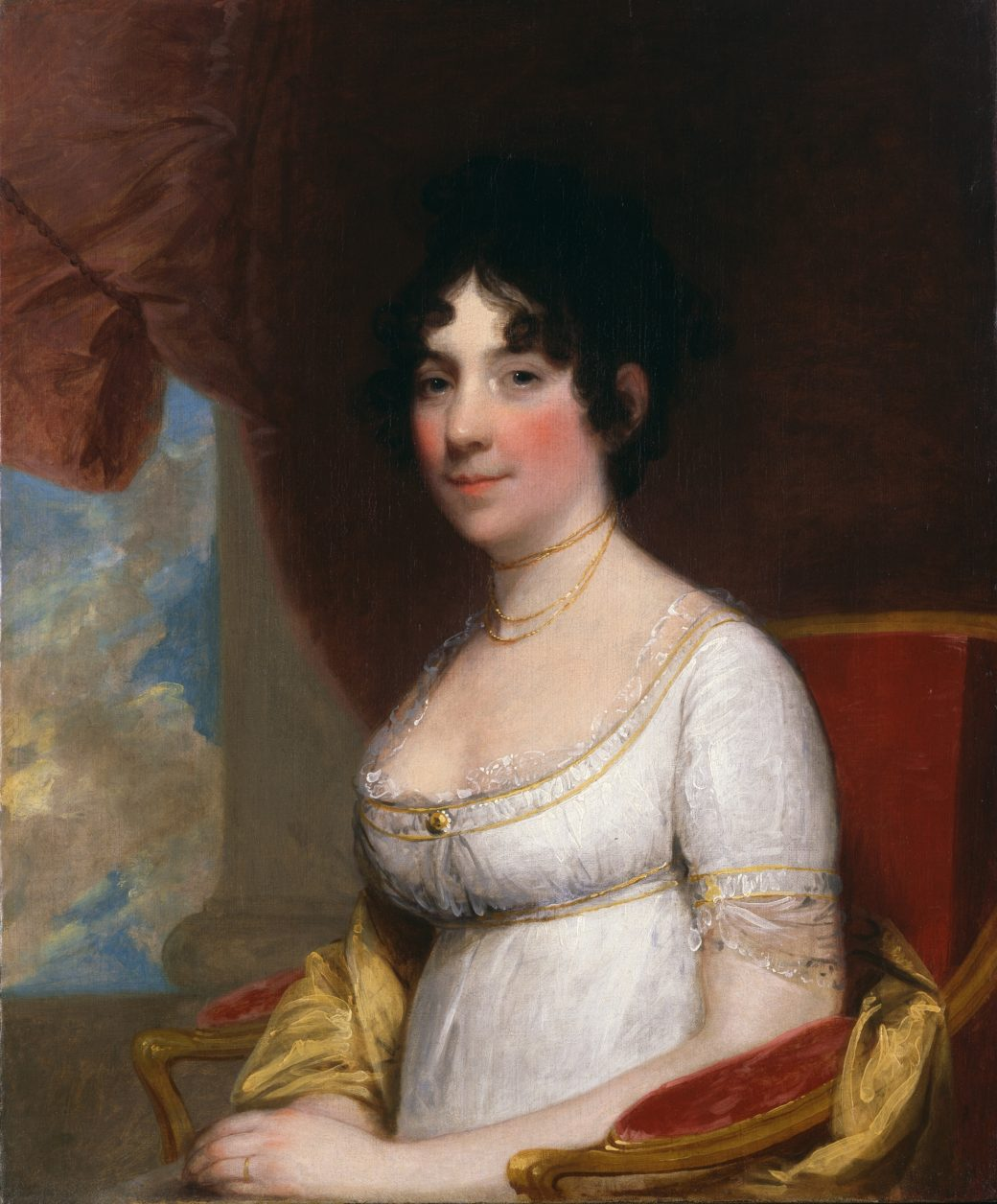
多莉·麦迪逊

1794年9月15日，43歲的麥迪遜首次結婚，在哈伍德，現傑斐遜縣迎娶26歲寡婦多莉·佩尼·托德。麥迪遜在國會任職時遇見她。1794年5月，麥迪遜要好友阿龍·伯爾做媒。8月，多莉接受。由於麥迪遜不是貴格會員，她被趕出貴格會。1794年，麥迪遜入選美國文理科學院。麥迪遜沒有孩子，在婚後領養托德的兒子約翰·佩尼·托德。
在丈夫任國務卿時，多莉·麥迪遜將自己的社交才能用於華盛頓。當白宮在建時，她協助裝修，並為喪偶的總統托馬斯·傑佛遜充當第一夫人。當丈夫做總統時，她設立第一夫人榜樣，用自己的社交才能助推項目。因為夫人，麥迪遜在任得到更多歡迎。
1801年，老麥迪遜去世。50歲時，麥迪遜繼承蒙彼利埃種植園和其它遺產，包括父親108個奴隸。從1780年起，麥迪遜開始管理父親產業。

## 國務卿（1801–1809年）

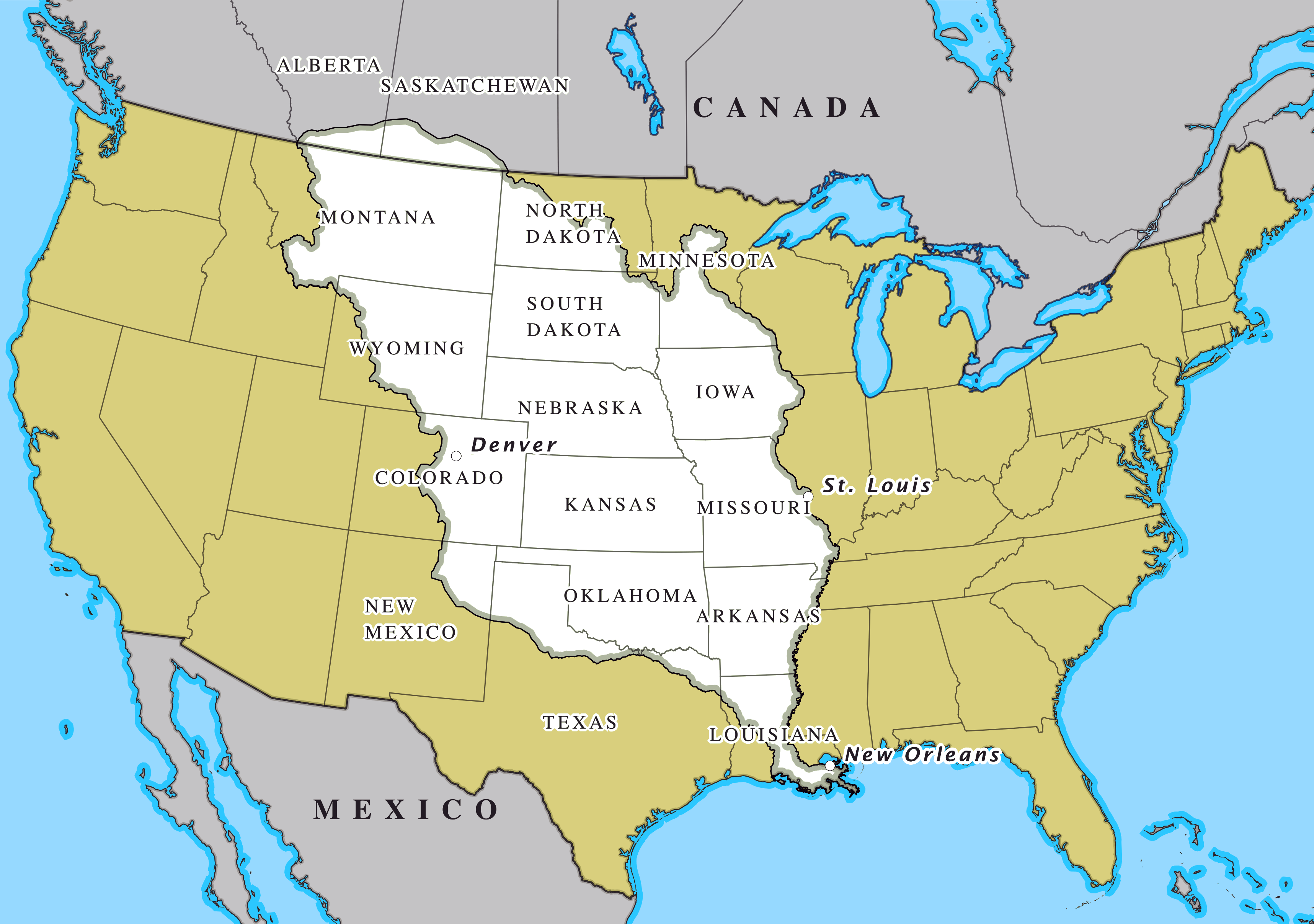
1803年路易斯安那購地827,987 sqmi將美國領土翻倍

傑佛遜希望確保政府對外事務，麥迪遜雖然經驗不多，但被任命為國務卿。他與財政部長艾伯特·加勒廷一道成為內閣最大影響力。拿破侖的得勢讓民主共和黨反胃，麥迪遜在英法之間的反法同盟中尋求中立。
在傑佛遜任期之初，美國獲悉西班牙想把路易斯安那還給法國，由此擔心法國作祟。1802年，傑佛遜和麥迪遜派詹姆斯·門羅求購新奧爾良，該城控制密西西比河口，對美國邊界農民十分重要。雖然拿破侖還想在路易斯安那和聖多明戈重建帝國，鎮壓起義，但最後將注意力轉向歐洲。拿破侖政府不但出售新奧爾良，還把整片路易斯安那拋售。雖然沒有得到總統明確許可，門羅和大使羅伯特·李維頓協商購地，以1,500萬美元購得路易斯安那800,000平方英里（2,100,000平方）。
當代和後世歷史學家，如羅恩·切爾諾注意到麥迪遜和總統傑佛遜忽視憲法“狹義解釋”，抓住機會。傑佛遜想要修憲來得到授權，但沒有時間，也嫌麻煩。參議院立刻通過協定，眾議院緊隨其後。傑佛遜認為購地包含西佛羅里達，但法國拒絕，稱佛羅里達仍然在西班牙手中。
當歐洲混戰一團時，麥迪遜努力使美國中立，強調根據國際法的美國合法權利。倫敦和巴黎不屑一顧，形勢在傑佛遜第二任任期時惡化。拿破侖在奧斯特里茨戰役大勝，變得咄咄逼人，希望通過禁運來屈服英國，導致經濟雙輸。麥迪遜和傑佛遜決定對英法禁運，禁止美國與外國經貿往來。禁運導致雙輸，造成沿海經濟困難。東北聯邦黨人殺回來攻擊禁運，禁令在傑佛遜離任總統時結束。

### 1808年大選
在傑佛遜第一任時，人們就認為麥迪遜會接任。禁運在全國，特別是東北引起反感，傷害麥迪遜在黨內聲望。1800年後聯邦黨垮臺，麥迪遜和傑佛遜主要對手來自黨內競爭。麥迪遜成為第三派領袖、來自羅諾克議員約翰·倫道夫的攻擊對象。倫道夫批評傑佛遜政府濫用權力，支持門羅。許多北方人希望副總統喬治·克林頓能夠接任。即便如此，麥迪遜在1808年1月獲得黨內候選人提名。聯邦黨在新英格蘭外努力無效，麥迪遜輕松擊敗對手查爾斯·平克尼。麥迪遜身高僅5英尺4英寸（163厘米），體重近100英磅（45公斤），成為總統中的小不點。

## 總統（1809–1817年）

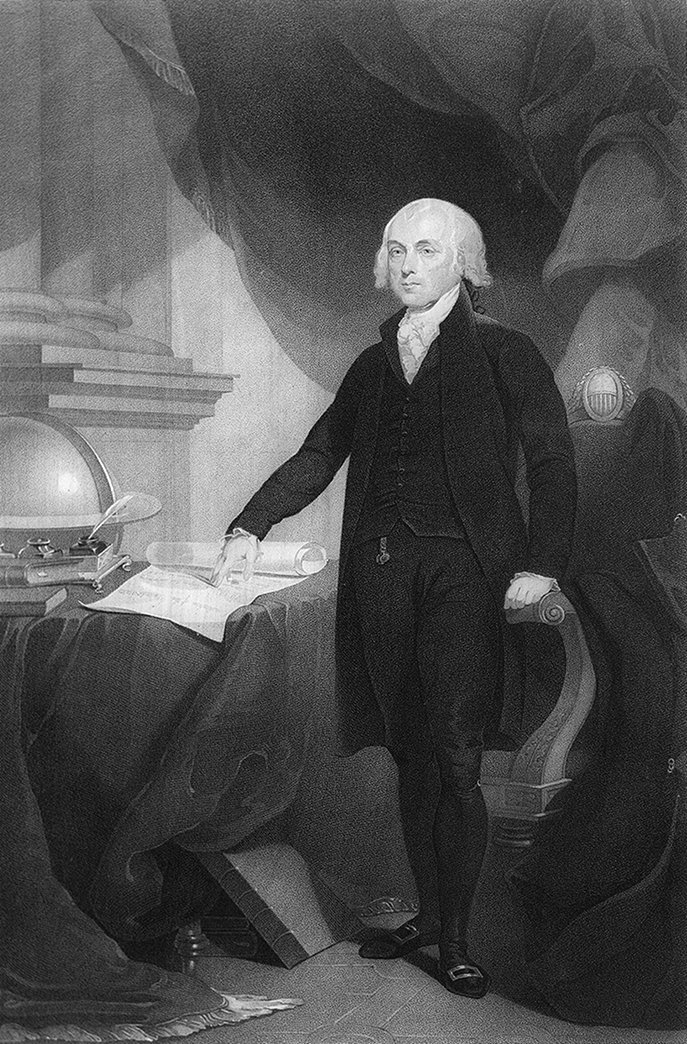
詹姆斯·麥迪遜，大衛·愛德文雕(1809-1817年）

1809年麥迪遜就任後提名艾伯特·加勒廷為國務卿，立刻遭到參議員威廉·B·賈爾斯反對。麥迪遜沒有與國會爭執，而是將加勒廷留任財務部。這個瑞士人成了麥迪遜主要顧問、密友及政策策劃人。麥迪遜內閣成員能力平平，以國家利益和政治和諧入職。史密斯與麥迪遜爭執不休，在1811年被門羅替換。

### 1812年戰爭

#### 前奏
在麥迪遜就任總統前，國會取消禁運，但美國與英法關系還是有問題。在與法國貿易爭執外，美國與英國核心爭鬥在於英國強制征兵。英國與法國打仗多年，耗資巨大，許多英國人被海軍拉去服役，不少人逃到美國商船。為了追回逃兵，英國扣留了一些美國船只，逮捕水手，拉回海軍，其中一些人不是英國人。美國人對此頗感憤怒，但無動於衷，沒有拒絕英國水手服務。就經濟原因，美國商船寧可被拉壯丁，也不願放棄英國雇員。

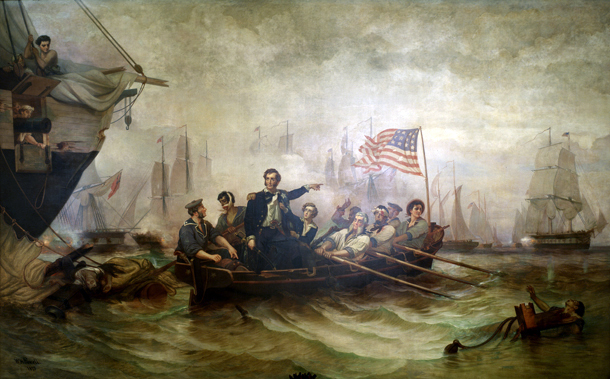
奧利弗·哈澤德·佩里准将在伊利湖战役击败英方海军，1813年。鮑威爾，1873年

麦迪逊总统希望让英国退出枢密令，虽然最初看来不错，但在1809年遭到外相乔治·坎宁的拒绝。1809年8月，英美关系交恶，外相大卫·厄斯金被“短斧手”弗朗西斯·詹姆斯·杰克逊取代。麦迪逊在思想上反对债务和税收，拒绝相应战争。
杰克逊指责麦迪逊糊弄厄斯金，麦迪逊将杰克逊赶出国务院，送到波士顿。1810年初，麦迪逊要国会增加陆军海军来应战。国会也通过梅肯2号法案，希望保护美国船只利益。拿破仑希望挑拨英美关系，称只要美国对所有不终止禁运的国家进行惩罚，法国就不会骚扰美方船只。麦迪逊接受了拿破仑的建议，希望英国能够取消枢密令，但遭到拒绝。虽然嘴上说的好，法国仍旧骚扰不断。
美国船只继续挨打，麦迪逊和美国公众都准备和英国开戰。许多美国人称这是“第二次独立战争”，希望能够为新国家争得荣誉和地位。愤怒的公众选举“战争鹰派”国会，由亨利·克莱和约翰·C·卡尔霍恩主导。此时，英国正在与拿破仑作战，麦迪逊称许多美国人认为美国可以轻易拿下加拿大，用作谈判筹码，或是干脆纳入囊中。1812年6月1日，麦迪逊到国会请求开战。派系和政党对立明晰，联邦党和东北部经济因杰佛逊禁运而受创，表示强烈反对。1812年6月18日，美國向英國宣戰。
麥迪遜急忙召集國會，要國家“應對危機，拿起武器，精神戒備”，特別要求擴充軍隊，預備民兵，完備軍事學院，積累武器，擴充海軍。麥迪遜遇到許多障礙 — 內閣紛爭，黨派林立、國會不服、州長作梗、將軍不力，民兵拒絕在州外作戰。最大的問題是戰爭得不到廣大民眾支持。新英格蘭不團結是威脅嚴重，當地與加拿大走私，拒絕出錢出力出人。歐洲形勢也對美國不利。在美國宣戰後不久，拿破侖入侵俄國失利，導致戰況優勢從法國轉向英國及其盟友。早些年，傑佛遜和麥迪遜裁軍，關閉國家銀行，減稅。這些決定都為戰爭造成麻煩，以至於開戰之初，麥迪遜手下不過是些半路出家的民兵。

#### 軍事行動

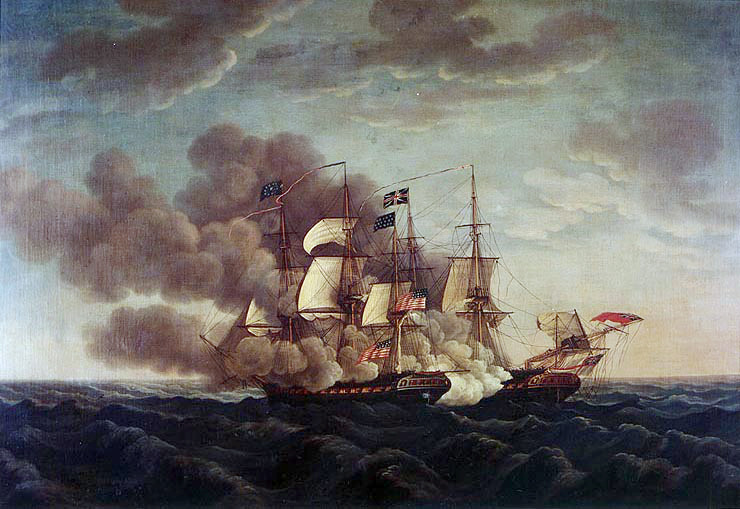
憲法號擊敗戰士號，取得重要勝利

麥迪遜希望幾個月後拿下加拿大，但夢想很快破滅。麥迪遜希望州民兵能夠響應號召，沖入加拿大，但東北州長拒絕合作。民兵要麽幹坐不動，要麽拒絕離開州境。戰爭部高級將領要麽不稱職、要麽不勇猛 — 底特律一位將軍還沒開槍就向小股敵軍投降。加勒廷發現戰爭經費根本沒法支付，國家銀行關閉，新英格蘭主要財團拒絕支持。麥迪遜政府囊中羞澀、捉襟見肘，不得不去紐約市和費城借高利貸。亨利·迪爾伯恩領導美國對加拿大，戰敗於石溪戰役。與此同時，英軍武裝美洲印第安人，特別是部落聯盟如肖尼酋長特庫姆塞，在西北位置威脅美國。
1812年战争开局不利，麦迪逊接受俄国调停，送加勒廷、约翰·昆西·亚当斯和詹姆斯·贝亚德到欧洲，希望能很快了断。在麦迪逊努力停战时，美国取得了一些军事进展，特别是在海上。美国商船队是世界上最大的之一，尽管杰佛逊和麦迪逊解散了其中一部分。麦迪逊允许这些船队在战争中充当私掠船，它们搜捕了1,800多艘英国船只。作为战争的一部分，美国纽约萨基茨港设立了一座海军船坞，数千人生产12艘战船，战争末了还有好些快要下水。美国海军舰队在伊利湖不但成功自卫，降服对手，而且将英军在西部战场的补给和支援重创。在伊利湖战役后，威廉·哈里森将军击败英军，在泰晤士战役击败特库姆塞联盟。特库姆塞战死沙场代表老西北美洲原住民武装反抗的结束。1814年3月，安德鲁·杰克逊将军在老西南马蹄弯战役击破英军盟友马斯科吉即便如此，英军继续挫败美军进攻加拿大，1813年末，英军攻破尼亚加拉堡，火烧水牛城。1814年初，英军同意在根特协商和平，并在协定中要求在老西北建立印第安屏障州。

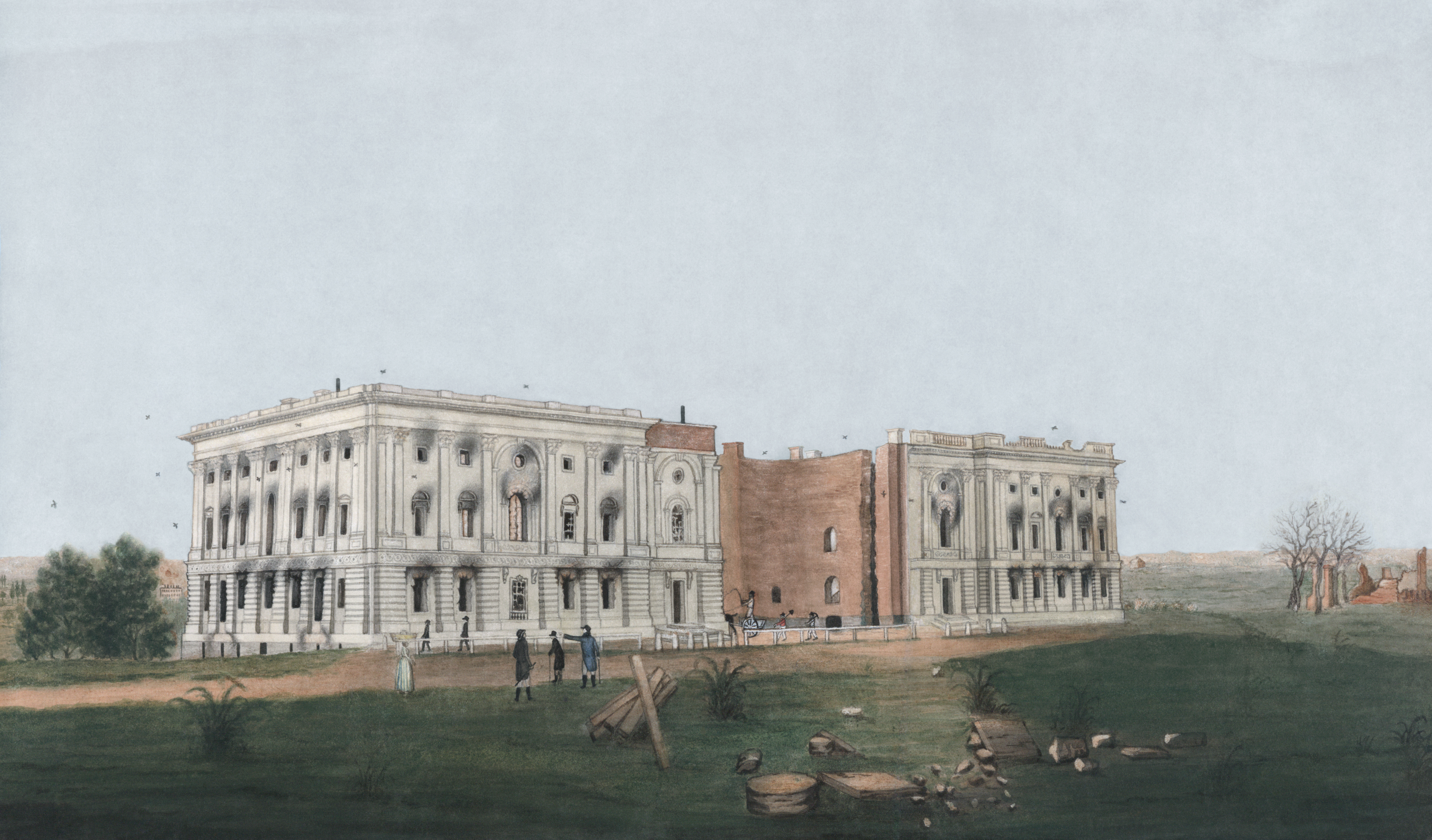
在建國會大廈付之一炬，1814年8月24日

1814年3月，拿破侖在巴黎戰役後退位，英國開始往北美增兵。1814年中，美軍在喬治·伊撒爾將軍和傑卡布·布朗將軍指揮下再度入侵加拿大。雖然取得奇帕瓦戰役勝利，但攻勢再度受阻。與此同時，英軍對大西洋海岸襲擊程度和烈度加大。威廉·H·文德將軍試圖聚集部隊，保護對華盛頓或巴爾的摩可能的襲擊，但戰爭部長阿姆斯特朗否決。1814年8月，大量英軍在切薩皮克灣登陸，在8月24日逼近華盛頓。一部美軍受阻布拉登斯堡戰役，英軍火燒華盛頓聯邦建築。在火燒白宮前，多莉·麥迪遜搶救白宮細軟和文件。英軍準備前往巴爾的摩，但美軍防禦海軍入侵麥克亨利堡成功，英軍被召回。麥迪遜於8月末之前返回華盛頓，英軍主力在9月離開此地。英軍希望從加拿大入侵，但1814年美軍在普萊茨堡戰役獲勝，打消英軍征服紐約的美夢。
新任戰爭部長詹姆斯·門羅認為英軍會進攻新奧爾良，命令傑克遜將軍守城。此時，英國公眾開始反對，領導人開始求後路。1815年1月8日，傑克遜在新奧爾良戰役獲勝。一個月後，麥迪遜獲悉談判達成根特條約，雙方停戰，互不讓步。此外，雙方同意就英美邊界爭議設立委員會。麥迪遜立刻將根特條約送往參議院，參議院於1815年2月16日批准。對於大多數美國人來說，戰爭末期快速更替，包括火燒首都、新奧爾良戰役和根特條約，似乎顯示美軍在新奧爾良的英勇迫使英國投降。這個錯誤觀點使得美國在戰後十年裏大大沈浸在優越陶醉中。這也辯護了戰爭的重要性，其實在策略上是胡來。麥迪遜總統聲望上升，美國人終於認為自己是世界強國了。1815年6月，拿破侖戰敗滑鐵盧，戰爭結束，備受騷擾的美國船只得以解放。

### 戰後經濟和國內改進
戰後，國家在麥迪遜第二任進入好感的時代，反對黨聯邦黨分崩離析。一些新英格蘭聯邦黨人召集第二次制憲會議，反而使黨在哈特福會議受到重挫。與此同時，麥迪遜就之前反對的聯邦黨提議讓步不少，弱化了兩黨觀點分歧。在聯邦黨衰敗後，麥迪遜選擇詹姆斯·門羅做接班人，門羅在1816年選舉中輕易擊敗聯邦黨人魯弗斯·金。
1811年，麦迪逊主持美国第一国家银行关闭。然而，战争使他相信中央银行是需要的，帮助政府借钱，控制通货膨胀。1816年，他签署法令，组建第二家国家银行。他也通过基于关税的税收系统，常备专业军队，以及克莱经济系统的一些国内改良。1816年，战后退休金也以半价发给军属孤儿寡妇，为期5年。

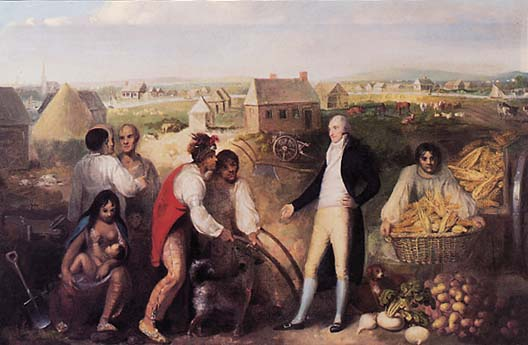
本杰明·霍金斯教授克里克人耕地，1805年

麦迪逊很认同许多项目“最好由国家权力执行”，包括联邦支持修路、开河，来“将我们不断延伸的联邦各部紧密联系在一起。”然而，在离任之前，他最后还是否决了1817年福利法案，法案准许为修路、桥梁、河道更多融资。麦迪逊认为：“考虑今天在我面前的法案... 我因宪法和该法案之间不可逾越的矛盾而受到约束... 国会立法权在宪法明文规定，... 但执行法案的权力没有明文给出。”

### 印第安人政策
1809年3月4日就任后，麦迪逊在第一个就职演说中称联邦政府的职责是将美洲印第安人归化，“参与文明国家的思想和仪文改良”。类似杰佛逊，麦迪逊对美洲印第安人采取家长制，鼓励原住民放弃狩猎，成为农民。虽然资料不足，但麦迪逊常与东南和西部印第安人会面，包括克里克人、奥塞奇人。麦迪逊希望他们能够接受欧式农业，融入英美文明。随着移民西进，涌入切罗基人、乔克托族、克里克人和奇克索人领土，麦迪逊命令美军保护原住民土地不受移民侵犯，这让安德鲁·杰克逊将军十分懊恼。杰克逊希望总统能够对印第安人请求置之不理，拒绝执行指令。在1811年蒂珀卡努战役后，西北部地区的印第安人被赶出部落土地，由白人占据。到1815年，40万欧裔美国人定居俄亥俄州，印第安人土地权益最终被废止。

## 晚年

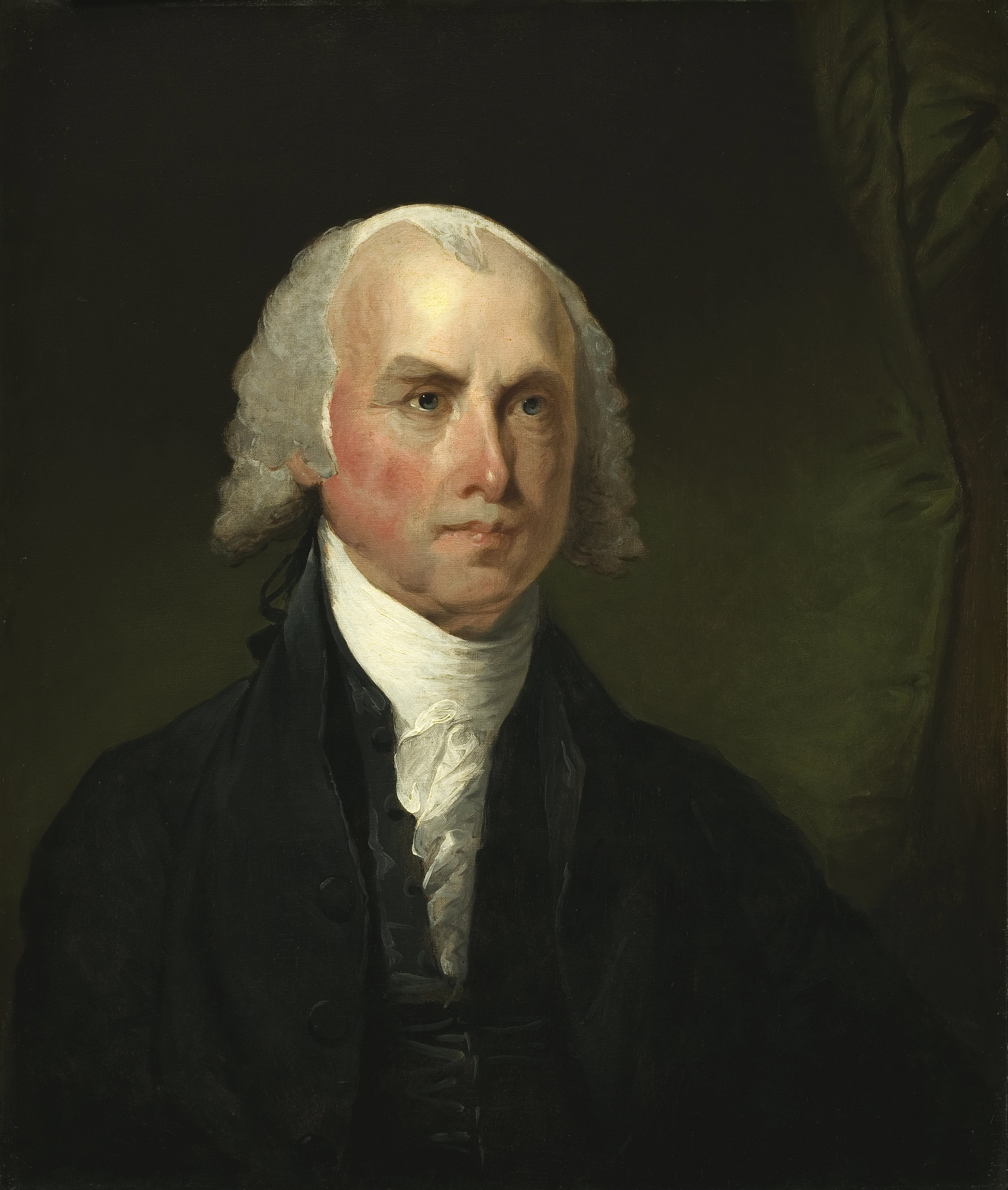
麥迪遜像，1821年，吉爾伯特·斯圖爾特繪

1817年，65歲的麥迪遜卸任，回到弗吉尼亞奧林治縣蒙彼利埃煙草種植園，離傑佛遜的蒙蒂塞洛不遠。和華盛頓、傑佛遜類似，麥迪遜卸任總統後比之前窮了。由於煙草降價、繼子管理不當，他的種植園財務慢慢垮掉。
退休後，麥迪遜有時參與公共事務，作安德魯·傑克遜和其他總統顧問。就密蘇裏妥協而言，他置身於外，但私下抱怨北方反對奴隸制擴張。1824年總統選舉有四位主要候選人，麥迪遜與他們交情不錯。不過，他和傑佛遜一樣置身於法。在傑克遜任期時，麥迪遜公開反對廢止危機，稱任何州都無權分裂美國。
麥迪遜幫助傑佛遜建立弗吉尼亞大學，但大學主要由傑佛遜牽頭。1826年，在傑佛遜去世後，麥迪遜被任命為大學第二校長，任職十年，直至1836年去世。

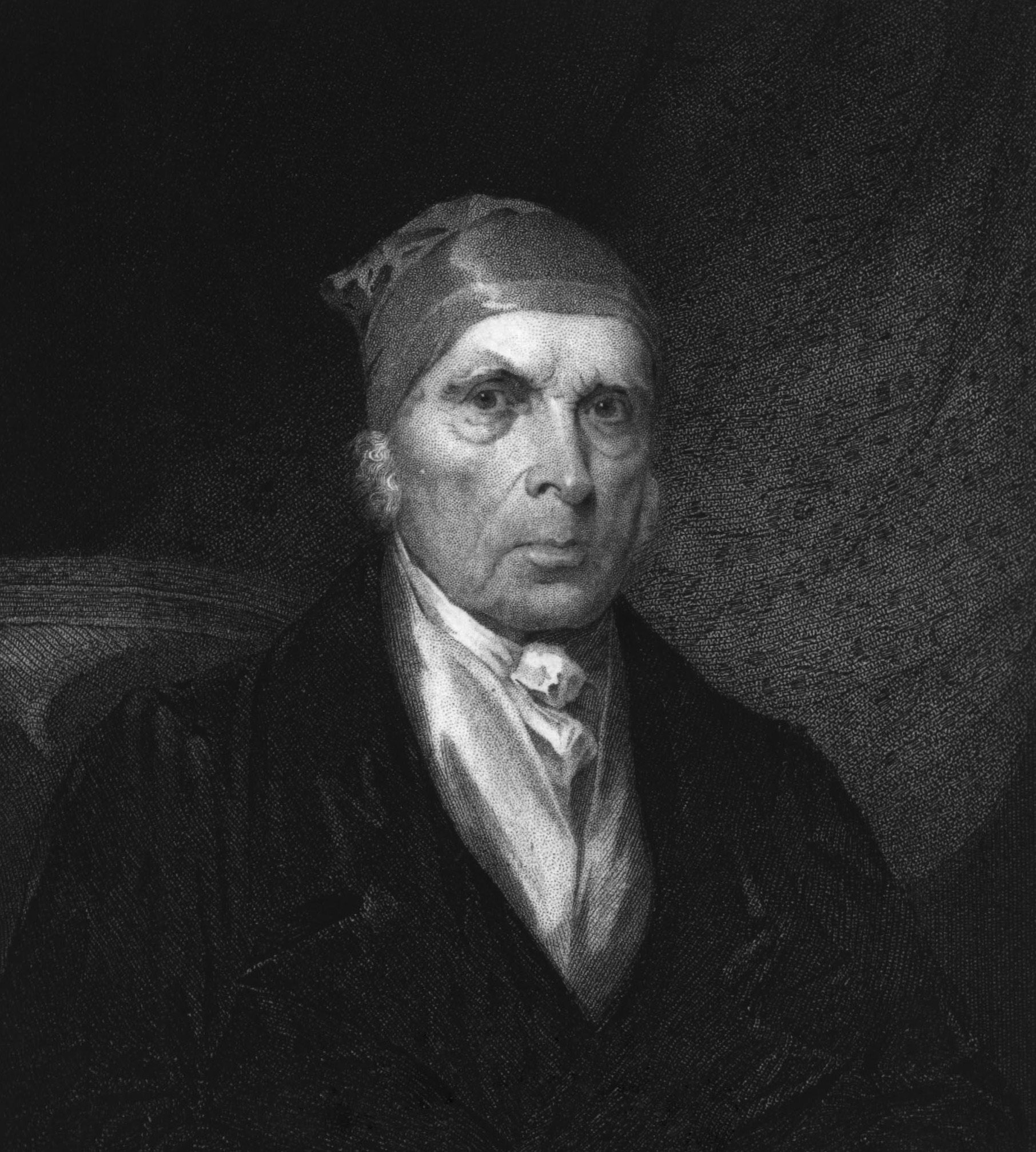
82歲麥迪遜，1833年

1829年，78歲的麥迪遜被選入弗吉尼亞制憲會議來修改州憲法。這是他最後一次以政治家身份露面。會議最大議題是討論分配問題。州西部抱怨由於以郡縣計票，他們代表席位不夠。皮德蒙特人口增多以及州西部都沒有得到立法院對應分配。西部改革派希望將投票權給所有白人男子，突破財產限制。麥迪遜努力撮合妥協無果。最後，佃戶和地主都享有投票權，但東部種植園主拒絕人口分配。他們將奴隸加入財產計入人口，在議會兩院保持優勢，辯稱人口和財產需要平衡代表。對弗吉尼亞人無法公平解決問題，麥迪遜感到遺憾。
晚年，麥迪遜高度關註晚節。他經常修改自己的信件和其它文件，更改時間日期，加減文字句子。在70歲末，這種“修正”成立嗜好。例如，有一封信寫給傑佛遜批評拉斐特，麥迪遜不但把原先段落塗掉，而且偽造傑佛遜筆記。歷史學家德魯·R·麥考伊稱：“在最後6年中，他深陷個人[財務]泥潭，幾近被吞沒... 精神焦慮弄垮了身體。在1831-1832年間，他臥床不起，不然就沈默無語... 他焦慮患病，因別人無法理解自己而感到絕望。”
1836年6月28日上午，麥迪遜在蒙彼利埃長眠。他被葬於蒙彼利埃家庭墓地。他是國父群眾最後離開的重要人物。遺囑中，他把大筆錢留給美國殖民協會、弗吉尼亞大學、普林斯頓大學，給妻子多莉3萬美元。麥迪遜實際給多莉的錢不多，多莉在財務上麻煩不少，直至1849年去世。

## 政治與宗教觀

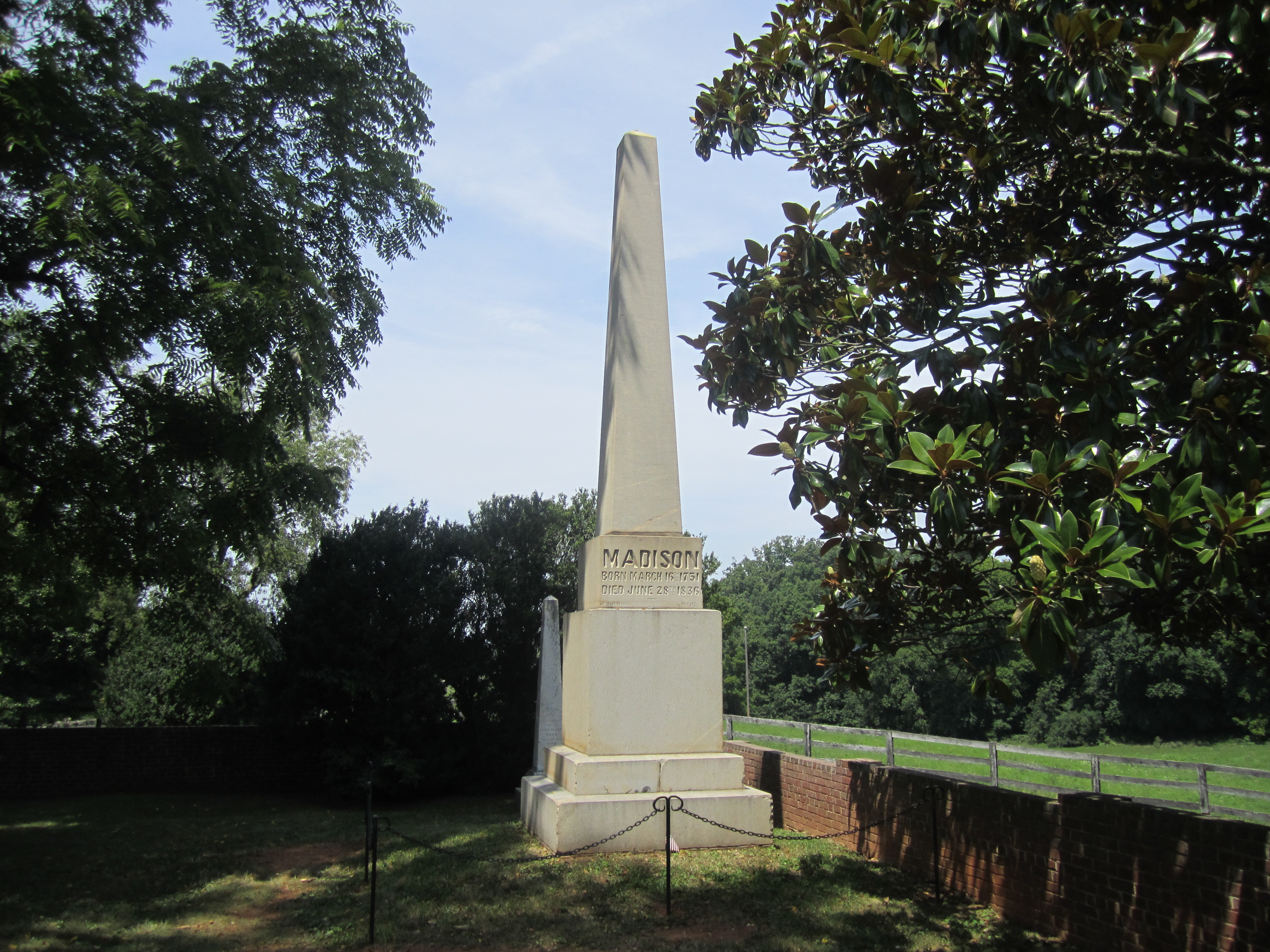
麦迪逊墓碑，蒙彼利埃

### 政治主張
詹姆士·麥迪遜是美國“國父群”中的一位，他主張建立強而有力的中央政府，並且全盤修改邦聯條款，是一位聯邦主義者。憲法公布後聯邦主義者為了克服反對勢力，以致部分反對的州批准憲法，故麥迪遜等以《聯邦黨人文集》為思想，一直貫穿美國的政治思想和憲政思想，該論文集的主要談論為外部制約限制的民主、權力的分立，對宗教控制等辯論均充滿洛克、孟德斯鳩的自由學說。其對民主的見解被後世喻為「麥迪遜民主」，而麥迪遜民主有以下的特點：
- 如果不受外部制約，任何既定的個人或群體都將對他人施加暴政。
- 所有權力聚集到同一些人手中，即意謂外部制約的消除。
- 如果不受外部制約限制，少數人將對多數人施加暴政。
- 如果不受外部制約限制，多數人將對少數人施加暴政。
- 對於非暴政共和的存在，至少有以下兩種必要條件：
  - 避免所有權力集中在同些人手中，無論是一人、少數人抑或多數人，以及無論是以世襲、自封還是選舉。
  - 必須對宗教加以控制，已制其無以採取不利之行動而損及公民利益，抑或損害社區的持久和凝聚的利益。
- 經常的普選將不會提供一種足以阻止暴政的外部制約。
- 如果要控制宗教以避暴政，那麼必須通過控制宗教的後果來實現。
- 如果一個宗教由不足多數人組成，那麼可實施立法機構中關於投票的共和原則來控制，換句話說多數人可以否決少數人。
- 如果選民在某種程度有眾多的、廣泛的和多樣的利益，那麼多數人的宗教就不大可能存在，如果有也無法像個統一體那樣行動。

多元主義的理念可追溯到自由主義的政治哲學，由其是洛克和孟德斯鳩的觀點，不過最早有系統的發展，則是麥迪遜在聯邦論中的論述，其論述勢促使美國從邦聯走向聯邦的關鍵，麥迪遜最擔心的「派系問題」，其認為未受監督的民主統治容易受假借人民的名義，而去謀取個人利益，故麥迪遜相當重視社會利益和團體的多樣性，認為民主社會應適能使每個團體均有發言的管道，以求其社會之穩定性和利益均衡，主要的方式有權力分立、兩院制和聯邦體制等。

### 宗教
麥迪遜年輕時雖然接受長老宗牧師教育，但卻喜歡閱讀英國自然神論。成年時，他很少關註宗教事務。雖然大多數歷史學家發現大學畢業後麥迪遜沒有宗教傾向，但一些學者認為他傾向自然神論。另一些人認為麥迪遜接受基督教義，形成自己的世界觀。無論他的宗教信仰如何，麥迪遜支持宗教自由，在1770-1780年間呼籲弗吉尼亞對聖公會施行政教分離。他也反對在國會和軍隊任命隨行神職人員，認為這樣導致宗教排斥和政治紛爭。

### 奴隸制
麥迪遜在的種植園用奴隸做勞工，他認為這是南方經濟必要成分，但奴隸人口不斷擴大，他擔心這樣的基礎會造成社會不穩定。在費城會議後，麥迪遜支持立刻停止進口奴隸，但國會最終拒絕在1808年前討論此事。他也建議美國參議院人數要對應各州自由和奴役人口數量，最終導致五分之三妥協通過。麥迪遜認為原奴隸不大會成功融入南方社會，並在1780年代晚期想到在非洲建立殖民地。在1830年代，麥迪遜擔任美國殖民協會一任主席，協會為原奴隸在利比裏亞建立安置地。

## 遺產
歷史學家加裏·威爾斯寫道：“麥迪遜並非因始終如一或擔任總統而贏得我們的尊敬。他有別的美德。... 作為憲法作者和衛士，他無可披靡。 ... 作為總統，麥迪遜最佳業績是捍衛憲法。... 無人能為國家面面俱到 — 華盛頓也不行。麥迪遜比大多數人做得多，在一些地方做的比別人好。這就足矣。”
家人在蒙彼利埃的種植園成為歷史名勝。詹姆斯·麥迪遜紀念堂成為國會圖書館一棟建築。1986年，國會為紀念憲法兩百周年建立詹姆斯·麥迪遜紀念基金。一些地方也由麥迪遜命名，包括阿拉巴馬州麥迪遜縣和威斯康辛麥迪遜縣。其它地方有麥迪遜廣場、詹姆斯麥迪遜大學和海軍詹姆斯·麥迪遜號潛艇。
- 美國郵票上的詹姆斯·麥迪遜
- 弗吉尼亞哈裏森堡詹姆斯·麥迪遜大學，1908年成立
- 硬幣上的詹姆斯·麥迪遜
- 麥迪遜廣場第五大道酒店旁的"麥迪遜小舍"，紐約市，1852年
- 詹姆斯·麥迪遜圖書館售書，弗吉尼亞奧蘭治縣1854年
- 麥迪遜在弗吉尼亞蒙彼利埃的煙草種植園

## 名言
- |  | Liberty may be endangered by the abuse of liberty, but also by the abuse of power. 濫用自由和濫用權力一樣會危及自由 |

- |  | If men were angels, no government would be necessary. 如果人都是天使，就不需要任何政府了。 |

- |  | The truth is that all men having power ought to be mistrusted. 實際上，手握大權的人都是不可信任的。 |

- |  | In Republics, the great danger is, that the majority may not sufficiently respect the rights of the minority. 在諸共和國中，一個很大的危險是多數人可能不會尊重少數人的權利。 |

## 腳註
1. ↑  John Vanderlyn
2. ↑  John Dawson
3. ↑  George Hancock
4. ↑  Kane, Joseph. . H.W. Wilson. 2001: 590.
5. ↑  [O.S. March 5],
6. ↑  James Sharples
7. ↑  Belle Grove (Port Conway, Virginia)
8. ↑  Ketcham 1990，第12頁
9. 1 2  . James Madison's Montpelier.   [2017-10-21]. （原始内容存档于2021-05-12）.
10. ↑  Mount Pleasant
11. ↑  Piedmont
12. ↑  Ketcham 1990，第5頁.
13. ↑  Montpelier
14. ↑  Boyd-Rush, Dorothy. . Montpelier.   [2013-03-25]. （原始内容存档于2016-08-25）.
15. ↑  . The Montpelier Foundation.   [2017-02-14]. （原始内容存档于2019-03-06）.
16. ↑  Philip Freneau
17. ↑  Mills, W. Jay. . GET NJ. 2002  [2017-02-14]. （原始内容存档于2016-03-04）.
18. ↑  American Whig Society
19. ↑  Cliosophic Society
20. ↑  Brennan, Daniel. . Princeton University, Mudd Manuscript Library Blog.   [2017-02-14]. （原始内容存档于2021-05-12）.
21. ↑  John Witherspoon
22. ↑  Ketcham 1990，第51頁.
23. ↑  Terence Ball. . Taylor & Francis. 2017: 45–46  [2018-05-16]. （原始内容存档于2021-07-04）.
24. 1 2  Stagg, J.A. (编). . Univ. of Virginia Miller Center.   [2017-02-14]. （原始内容存档于2016-12-02）.
25. ↑  Wills 2002，第12–13頁
26. ↑  Burstein & Isenberg 2010，第14–15頁
27. ↑  Charles Willson Peale
28. ↑  Wills 2002，第17–18頁
29. ↑  Elijah Craig
30. ↑  Ketcham 1990，第57頁.
31. ↑  Burstein & Isenberg 2010，第48–49頁
32. ↑  Burstein & Isenberg 2010，第59–60頁
33. ↑  Burstein & Isenberg 2010，第65–66頁
34. ↑  Burstein & Isenberg 2010，第96–97頁
35. ↑  Burstein & Isenberg 2010，第96–98頁
36. ↑  Burstein & Isenberg 2010，第xxiv頁
37. ↑  Burstein & Isenberg 2010，第108–109, 127頁
38. ↑  Burstein & Isenberg 2010，第136–137頁
39. 1 2  Wood 2011，第104頁
40. ↑  Wills 2002，第17–19頁.
41. ↑  Burstein & Isenberg 2010，第96–97, 128–130頁
42. ↑  Rutland 1987，第14頁.
43. ↑  Burstein & Isenberg 2010，第129–130頁
44. ↑  Burstein & Isenberg 2010，第137–138頁
45. ↑  Wills 2002，第24–26頁.
46. ↑  Robert Morris
47. ↑  Burstein & Isenberg 2010，第138–139, 144頁
48. ↑  Rutland 1987，第14–21頁.
49. ↑  Burstein & Isenberg 2010，第150–151頁
50. ↑  Burstein & Isenberg 2010，第140–141頁
51. ↑  Wills 2002，第25–27頁.
52. ↑  William Pierce
53. ↑  Clinton Rossiter
54. ↑  Rutland 1987，第18頁.
55. ↑  Stewart 2007，第181頁.
56. ↑  Burstein & Isenberg 2010，第152–166, 171頁
57. 1 2  Wood 2011，第183頁.
58. ↑  Burstein & Isenberg 2010，第148–149頁
59. ↑  Stewart 2007，第182頁.
60. ↑  Burstein & Isenberg 2010，第164–165頁
61. ↑  Bernstein 1987，第199頁.
62. ↑  Burstein & Isenberg 2010，第165–166頁
63. ↑  Rossiter, Clinton (编). . Penguin Putnam, Inc. 1961: ix, xiii.
64. ↑  Wills 2002，第31–35頁.
65. ↑  Burstein & Isenberg 2010，第174–175頁
66. ↑  Labunski 2006，第82頁.
67. ↑  Burstein & Isenberg 2010，第179–180頁
68. ↑  Wills 2002，第35–37頁.
69. ↑  Labunski 2006，第135頁.
70. ↑  Burstein & Isenberg 2010，第182–183頁
71. 1 2  Wills 2002，第38–39頁.
72. ↑  Labunski 2006，第148–50頁
73. ↑  Burstein & Isenberg 2010，第189–193, 203頁
74. ↑  Matthews 1995，第130頁.
75. ↑  Burstein & Isenberg 2010，第195–197頁
76. ↑  Labunski 2006，第195–97頁.
77. ↑  . The Library of Congress.   [2012-08-07]. （原始内容存档于2021-03-20）.
78. ↑  Labunski 2006，第237頁.
79. ↑  Labunski 2006，第232頁.
80. ↑  Adamson, Barry. . Pelican Publishing. 2008: 93  [2017-02-16]. ISBN 9781455604586. （原始内容存档于2016-05-11）.
81. ↑  Graham, John Remington. . Pelican Publishing. 2009: 193–94  [2017-02-16]. ISBN 9781455604579. （原始内容存档于2016-05-04）.
82. ↑  . National Archives and Records Administration.   [2017-02-16]. （原始内容存档于2021-05-12）.
83. ↑  Thomas, Kenneth R. (编).  (PDF). GPO: 49. 2013  [2017-02-16]. （原始内容存档 (PDF)于2014-02-25）.
84. 1 2  Burstein & Isenberg 2010，第197–199頁
85. ↑  Labunski 2006，第217頁.
86. ↑  Burstein & Isenberg 2010，第207–208頁
87. ↑  Burstein & Isenberg 2010，第213–217頁
88. ↑  Burstein & Isenberg 2010，第217–220頁
89. ↑  Burstein & Isenberg 2010，第221–224頁
90. ↑  Burstein & Isenberg 2010，第261–262頁
91. ↑  Varg, Paul A. . Michigan State Univ. Press. 1963: 74.
92. 1 2  Wills 2002，第38–44頁.
93. ↑  Burstein & Isenberg 2010，第279–280頁
94. ↑  Burstein & Isenberg 2010，第305–306頁
95. ↑  Burstein & Isenberg 2010，第311–312頁
96. ↑  Burstein & Isenberg 2010，第317–318頁
97. 1 2  Burstein & Isenberg 2010，第321–322頁
98. ↑  Wills 2002，第48–49頁.
99. 1 2  Chernow, Ron. . Penguin. 2004: 571–74  [2017-02-16]. ISBN 9780143034759. （原始内容存档于2021-05-11）.
100. ↑  Burstein & Isenberg 2010，第350–351頁
101. ↑  Burstein & Isenberg 2010，第357–361頁
102. ↑  Ketcham 1990，第377頁.
103. ↑   (PDF). American Academy of Arts and Sciences.   [2014-07-28]. （原始内容存档 (PDF)于2013-11-09）.
104. ↑  John Payne Todd
105. ↑  . www.firstladies.org.   [2018-02-02]. （原始内容存档于2012-04-24） （英语）.
106. ↑  Taylor, Elizabeth Dowling. . Palgrave Macmillan. 2012.
107. ↑  Wills 2002，第50–51頁.
108. ↑  Burstein & Isenberg 2010，第373–374頁
109. ↑  Burstein & Isenberg 2010，第374–376頁
110. ↑  Burstein & Isenberg 2010，第382–389頁
111. ↑  Ron Chernow
112. ↑  Ketcham 1990，第419–21頁
113. ↑  Wills 2002，第51–52頁.
114. ↑  Perkins, Bradford. . Dryden Press. 1974: 324.
115. ↑  Burstein & Isenberg 2010，第457–458頁
116. ↑  Burstein & Isenberg 2010，第438–439頁
117. ↑  Burstein & Isenberg 2010，第434–435頁
118. ↑  Burstein & Isenberg 2010，第457–459頁
119. ↑  Charles Cotesworth Pinckney
120. ↑  Rutland 1990，第5頁.
121. ↑  McCullough, Noah. . Random House Digital, Inc. 2006: 21  [2017-02-14]. ISBN 9781400064823. （原始内容存档于2016-09-09）.
122. ↑  David Edwin
123. ↑  Rutland 1990，第32–33頁.
124. ↑  Rutland 1990，第32–33, 51, 55頁.
125. ↑  Burstein & Isenberg 2010，第497–499頁
126. ↑  Rutland 1990，第13頁.
127. ↑  Wills 2002，第81–84頁.
128. ↑  Bradford Perkins, Prologue to war: England and the United States, 1805–1812 (1961) full text online
129. ↑  David Erskine, 2nd Baron Erskine
130. ↑  Francis James Jackson
131. ↑  Rutland 1990，第40–44頁.
132. ↑  Wills 2002，第62–63頁
133. ↑  Rutland 1990，第44–45頁.
134. ↑  Rutland 1990，第46–47頁.
135. ↑  Rutland 1990，第62–64頁.
136. ↑  Rutland 1990，第64–66頁.
137. ↑  Rutland 1990，第81頁.
138. ↑  Wills 2002，第94–96頁.
139. ↑  Norman K. Risjord, "1812: Conservatives, War Hawks, and the Nation's Honor," William And Mary Quarterly, 1961 18(2): 196–210. in JSTOR （页面存档备份，存于）
140. 1 2 3  Wills 2002，第97–98頁.
141. ↑  Wills 2002，第95–96頁.
142. ↑  Rutland, James Madison: The Founding Father, pp. 217–24
143. ↑  Ketcham (1971), James Madison, pp. 508–09
144. ↑  Ketcham (1971), James Madison, pp. 509–15
145. ↑  Stagg, 1983.
146. ↑  Wills 2002，第99–100頁.
147. ↑  Rutland 1990，第159頁.
148. ↑  Donald R. Hickey, The War of 1812: A Short History (U. of Illinois Press, 1995)
149. ↑  Rutland 1990，第126–127頁.
150. ↑  Battle of Stoney Creek
151. ↑  Wills 2002，第122–123頁.
152. 1 2  Rutland 1990，第133–134頁.
153. ↑  James A. Bayard (elder)
154. ↑  Rowen, Bob, "American Privateers in the War of 1812," paper presented to the New York Military Affairs Symposium, Graduate Center of the City University of New York, 2001, revised for Web publication, 2006-08 <http://nymas.org/warof1812paper/paperrevised2006.html （页面存档备份，存于）>, retrieved 6-6-11.
155. ↑  David Stephen Heidler; Jeanne T. Heidler. . 2002: 46  [2018-05-23]. （原始内容存档于2021-05-12）.
156. ↑  Roosevelt, Theodore, The Naval War of 1812, pp. 147–52, The Modern Library, New York, NY.
157. ↑  Rutland 1990，第138–139, 150頁.
158. ↑  Rutland 1990，第136頁.
159. ↑  Rutland 1990，第151頁.
160. ↑  Rutland 1990，第150–153頁.
161. ↑  George Izard and Jacob Brown
162. ↑  Rutland 1990，第152–153頁.
163. ↑  Rutland 1990，第155–157頁.
164. ↑  William H. Winder
165. ↑  Rutland 1990，第158–159頁.
166. ↑  Rutland 1990，第159–161頁.
167. ↑  Rutland 1990，第161–163頁.
168. ↑  Thomas Fleming,  "Dolley Madison Saves The Day" Smithsonian 40#12 (2010): 50-56.
169. ↑  Rutland 1990，第165–167頁.
170. ↑  Wills 2002，第130–131頁.
171. ↑  Rutland 1990，第171–172頁.
172. ↑  Rutland 1990，第179–180頁.
173. ↑  Rutland 1990，第185頁.
174. ↑  Rutland 1990，第186–188頁.
175. ↑  Rutland 1987，第188頁.
176. ↑  Rutland 1990，第192–201頁.
177. ↑  Burstein & Isenberg 2010，第547–548頁
178. ↑  Burstein & Isenberg 2010，第559–560頁
179. ↑  Rufus King
180. ↑  Burstein & Isenberg 2010，第559–563頁
181. ↑  Rosen 1999，第171–73頁.
182. ↑  Burstein & Isenberg 2010，第558–559頁
183. ↑  Piehler, G. Kurt (编). . . SAGE Publications: 220. 2013-07-24  [2016-02-20]. ISBN 9781452276328. （原始内容存档于2021-05-12）.
184. ↑  Banning, Lance (编). . Liberty Fund. 2004  [2018-05-22]. （原始内容存档于2021-05-12）.
185. ↑  . Constitution Society.   [2017-02-18]. （原始内容存档于2018-01-05）.
186. ↑  Rutland 1990，第20頁.
187. 1 2  Rutland 1990，第37頁.
188. 1 2 3 4  Rutland 1990，第199–200頁.
189. 1 2  . Montpelier Station, Virginia: James Madison’s Montpelier.   [2017-12-18]. （原始内容存档于2021-05-12）.
190. 1 2  Burstein & Isenberg 2010，第608–609頁
191. ↑  Burstein & Isenberg 2010，第578–581頁
192. ↑  Burstein & Isenberg 2010，第589–591頁
193. ↑  Burstein & Isenberg 2010，第603–604頁
194. ↑  Burstein & Isenberg 2010，第585頁
195. ↑  Keysaar 2009，第26–27頁.
196. ↑  Wills 2002，第162頁.
197. ↑  Drew R. McCoy
198. ↑  McCoy 1989，第151頁.
199. ↑  Ketcham 1990，第669–670頁
200. ↑  Burstein & Isenberg 2010，第609–611頁
201. ↑  Hoffer, Peter Charles. . Johns Hopkins Univ. Press. 2006: 363  [2017-02-14]. ISBN 9780801884832. （原始内容存档于2016-09-09）.
202. ↑  James H. Hutson. . Lexington Books. 2003: 156  [2018-05-16]. ISBN 9780739105702. （原始内容存档于2016-09-09）.
203. ↑  Miroff, Bruce;  et al. . Cengage Learning. 2011: 149  [2017-02-14]. ISBN 9780495913474. （原始内容存档于2016-09-08）.
204. ↑  Corbett, Michael. . Routledge. 2013: 78  [2017-02-14]. ISBN 9781135579753. （原始内容存档于2016-09-09）.
205. ↑  Ketcham 1990，第47頁.
206. ↑  Burstein & Isenberg 2010，第106–107頁
207. ↑  Madison, James. . Founders Constitution. 1817  [2017-02-19]. （原始内容存档于2021-05-12）.
208. ↑  Burstein & Isenberg 2010，第26, 200–202頁
209. ↑  Burstein & Isenberg 2010，第162–163頁
210. ↑  Burstein & Isenberg 2010，第156–157頁
211. ↑  Burstein & Isenberg 2010，第200–201頁
212. ↑  Burstein & Isenberg 2010，第607–608頁
213. ↑  Garry Wills
214. ↑  Wills 2002，第164頁.

### 引述
- Banning, Lance. . Madison House. 1995  [2018-05-16]. （原始内容存档于2021-05-12）.
- Banning, Lance. . Cornell University Press. 1995  [2018-05-16]. （原始内容存档于2021-05-12）.
- Bernstein, Richard B. . Harvard Univ. Press. 1987  [2018-05-16]. （原始内容存档于2021-05-12）.
- Burstein, Andrew; Isenberg, Nancy. . Random House. 2010.
- Ketcham, Ralph. . Univ. of Virginia Press. 1990. ISBN 9780813912653., scholarly biography; paperback ed.
- Keysaar, Alexander. . Basic Books. 2009. ISBN 0-465-02969-8.
- Labunski, Richard. . Oxford Univ. Press. 2006.
- McCoy, Drew R. . Cambridge University Press. 1989.
- Matthews, Richard K. . University Press of Kansas. 1995.
- Rosen, Gary. . University Press of Kansas. 1999.
- Rutland, Robert A. . Macmillan Publishing Co. 1987  [2018-05-16]. ISBN 978-0-02-927601-3. （原始内容存档于2021-05-12）.
- Rutland, Robert A. . Univ. Press of Kansas. 1990. ISBN 978-0700604654. scholarly overview of his two terms.
- Rutland, Robert A. (编). . Simon & Schuster. 1994.
- Stewart, David. . Simon and Schuster. 2007.
- Wills, Garry. . Times Books. 2002. ISBN 0-8050-6905-4. Short bio.
- Wood, Gordon S. . The Penguin Press. 2011.

## 更多閱讀

### 傳記
- Brant, Irving. . 6 volumes. 1941–1961., the standard scholarly biography
- Brant, Irving. . Easton Press. 1970. single volume condensation of 6-vol biography
- Broadwater, Jeff. . University of North Carolina Press. 2012.
- Brookhiser, Richard. . Basic Books. 2011.
- Chadwick, Bruce. . Prometheus Books. 2014. detailed popular history
- Cheney, Lynne. . Viking. 2014.
- Gutzman, Kevin. . St. Martin's Press. 2012.
- Feldman, Noah. . Random House. 2017.
- Stewart, David O. . Simon & Schuster. 2016.
- Rakove, Jack.  2nd. Longman. 2002.
- Wills, Garry. . Times Books. 2015.

### 分析研究
- Bordewich, Fergus M. . Simon and Schuster. 2016.
- Dragu, Tiberiu; Fan, Xiaochen; Kuklinski, James. . Quarterly Journal of Political Science (Now Publishing Inc.). March 2014, 9 (1): 45–86. doi:10.1561/100.00013022.
- Elkins, Stanley M.; McKitrick, Eric. . Oxford University Press. 1995.
- Everdell, William. . Univ. of Chicago Press. 2000.
- Gabrielson, Teena. . Political Research Quarterly. September 2009, 62: 431–44.
- Harbert, Earl (编). . Library of America. 1986.
- Kasper, Eric T. . Northern Illinois University Press. 2010.
- Kernell, Samuel (编). . Stanford Univ. Press. 2003.
- Kester, Scott J. . Lexington Books. 2008.
- Muñoz, Vincent Phillip. . American Political Science Review. February 2003, 97 (1): 17–32.
- Read, James H. . Univ. Press of Virginia. 2000.
- Riemer, Neal. . Congressional Quarterly. 1986.
- Scarberry, Mark S. . Penn State Law Review. April 2009, 113 (3): 733–800.
- Sheehan, Colleen A. . William and Mary Quarterly. October 1992, 49 (3).
- Sheehan, Colleen. . William and Mary Quarterly. October 2002, 59 (4): 925–56.
- Sheehan, Colleen. . American Political Science Review. August 2004, 98 (3): 405–24.
- Sheehan, Colleen. . Cambridge Univ. Press. 2015.
- Vile, John R.; Pederson, William D.; Williams, Frank J. (编). . Ohio Univ. Press. 2008.
- Weiner, Greg. . Univ. Press of Kansas. 2012.
- Will, George F. . Princeton Alumni Weekly. 2008-01-23.
- Wills, Garry. . Houghton Mifflin. 2005.

### 歷史編纂學
- Leibiger, Stuart (编). . John Wiley and Sons. 2013.
- Wood, Gordon S. . Penguin Press. 2006.

### 一手資料
- Madison, James. Hutchinson, William T. , 编.  30 volumes published and more planned. Univ. of Chicago Press. 1962  [2018-05-16]. （原始内容存档于2011-10-13）.; The main scholarly edition
  - "Founders Online," searchable edition （页面存档备份，存于）
- Madison, James.  called the Congress edition. J.B. Lippincott & Co. 1865.
- Madison, James. Hunt, Gaillard , 编. . G. P. Putnam's Sons. 1900–1910.
- Madison, James. Cooke, Jacob E. , 编. . Wesleyan Univ. Press. 1982.
- Madison, James. . W.W. Norton. 1987.
- Madison, James. Myers, Marvin , 编. . Univ. Press of New England. 1995.
- Madison, James. Smith, James M. , 编. . W.W. Norton. 1995.
- Madison, James. Rakove, Jack N. , 编. . Library of America. 1999.
- Richardson, James D. (编). . 1897. reprints his major messages and reports.

## 連結
- James Madison: A Resource Guide （页面存档备份，存于） at the Library of Congress
  - The James Madison Papers, 1723–1836 （页面存档备份，存于） at the Library of Congress
  - James Madison: Philosopher and Practitioner of Liberal Democracy （页面存档备份，存于）, symposium at the Library of Congress
- 詹姆斯·麦迪逊－美國國會國家人物傳記大辭典
- James Madison at the White House
- American President: James Madison (1751–1836) （页面存档备份，存于） at the Miller Center of Public Affairs, University of Virginia
- James Madison （页面存档备份，存于） at the Online Library of Liberty, Liberty Fund
- Memorial and Remonstrance Against Religious Assessments (1785) at the Religious Movements Homepage Project, University of Virginia
- The Papers of James Madison （页面存档备份，存于） at the Avalon Project
- James Madison Museum, Orange, Virginia
- Montpelier （页面存档备份，存于）, home of James Madison
  - "Memories of Montpelier: Home of James and Dolley Madison" （页面存档备份，存于）, a National Park Service Teaching with Historic Places (TwHP) lesson plan
- James Madison （页面存档备份，存于） at C-SPAN's American Presidents: Life Portraits
- Jefferson and Madison （页面存档备份，存于） at C-SPAN's American Writers: A Journey Through History
- Will, George F. . Princeton Alumni Weekly. 2008-01-23  [2012-08-19]. （原始内容存档于2014-07-05）.
- James Madison的作品  - 古騰堡計劃
- Booknotes interview with William Lee Miller on The Business of May Next: James Madison and the Founding, June 14, 1992.
- Booknotes interview with Lance Banning on The Sacred Fire of Liberty: James Madison and the Founding of the Federal Republic, February 11, 1996.

| 美国政治职务         | 美国政治职务              | 美国政治职务         |
| -------------------- | ------------------------- | -------------------- |
| 前任： 托马斯·杰斐逊 | 美国总统 1809年－1817年   | 繼任： 詹姆斯·门罗   |
| 前任： 约翰·马歇尔   | 美国国务卿 1801年－1809年 | 繼任： 罗伯特·史密斯 |